# Elektrický výboj

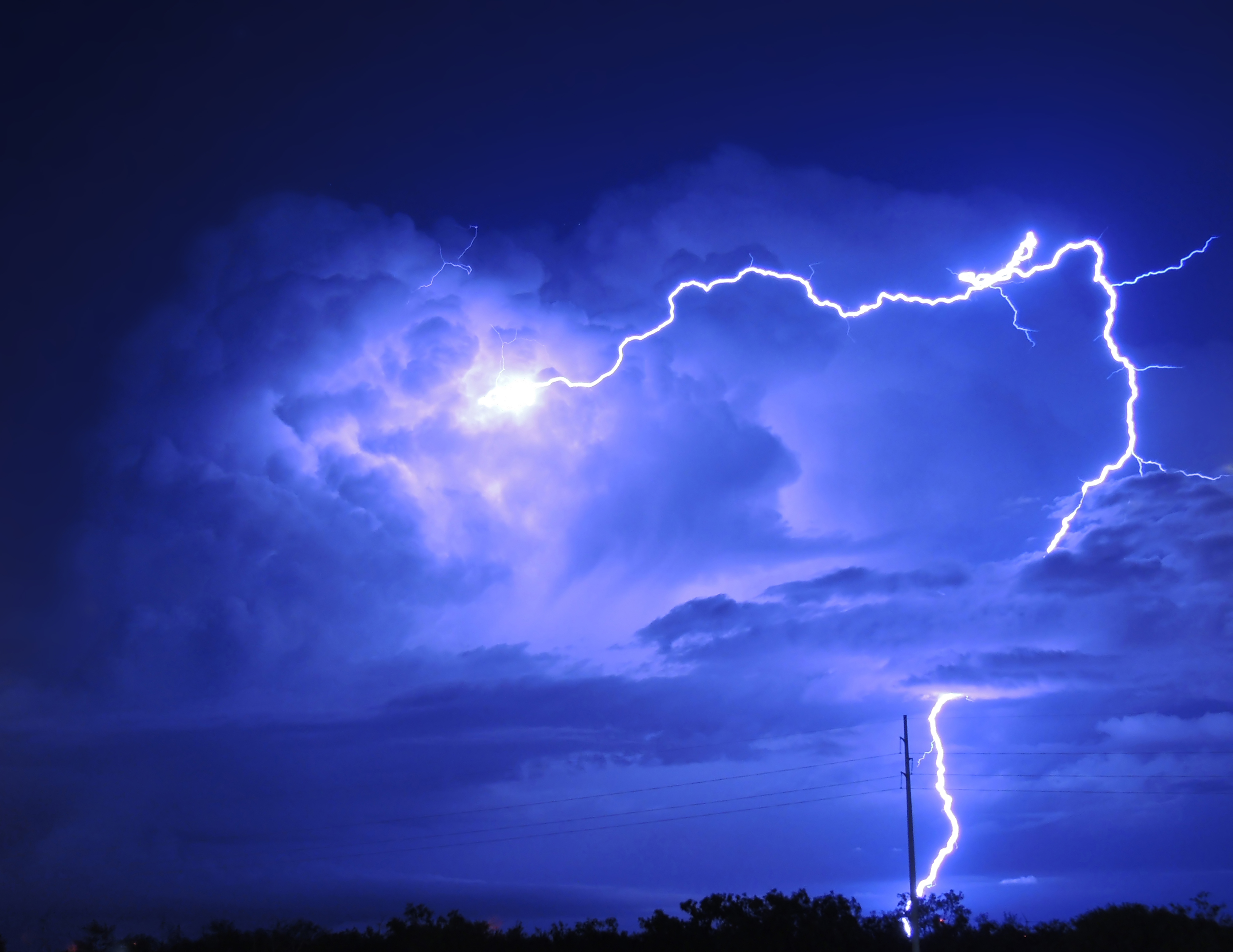
Blesk je elektrický výboj jiskrový

Elektrický výboj je elektrický proud v plynu nebo plazmatu. Vzniká při dodání energie do plynu (konkrétně při ionizaci či průraznému napětí), protože samotný plyn vodivý není. Dělí se na výboj samostatný a nesamostatný, nesamostatný zaniká ihned po odebrání ionizátoru, zatímco ten samostatný se udrží i bez ionizátoru. Při samostatném výboji vzniká plazma. Dochází k ionizaci nárazem – elektrony nebo ionty urychlenými elektrickým polem, případně tepelným pohybem za vysoké teploty. Když výboj zanikne, plazma se přemění zpět na plyn. Do samostatných výbojů patří výboje za normálního tlaku a výboje za sníženého tlaku.

## Za normálního tlaku
Aby došlo k výboji za normálního tlaku, musí být mezi elektrodami velké napětí, či musí být prostor mezi nimi silně ionizovaný.

### Jiskrový výboj
Jiskrový výboj je krátkodobý intenzivní samostatný výboj, který je doprovázen jiskrou. Vzniká za atmosférického tlaku mezi dvěma vodiči o vysokém napětí. V přírodě se vyskytuje jako blesk, v lidském světě ho vytváří například Van de Graaffův generátor či induktor.

### Koróna
Koróna (Eliášovo světlo) je tichý výboj, vzniká v nehomogenním elektrickém poli – například v okolí hrotů, drátů apod. Vzniká také za horkých letních dní a nocí na vedení vysokého napětí jako nežádoucí efekt a způsobuje ztráty, případně rušení televizního a rádiového signálu. Pozorujeme pak kolem těchto objektů slabou "svatozář", což je viditelné pouze za tmy.

### Obloukový výboj
Obloukový výboj je samostatný výboj mezi dvěma elektrodami. K jeho vzniku není třeba velké napětí, ale vysoká teplota a proud mezi elektrodami. Začíná vzájemným dotykem obou elektrod, při kterém dojde ke zkratu a průchodem silného proudu se elektrody rozžhaví až na teplotu 5000 °C. Silně ionizovaný plyn pak vede proud i po oddálení elektrod. Obloukový výboj se používá při svařování kovů.

## Za sníženého tlaku
Pokud je plyn zředěný (má snížený tlak), dráha iontů mezi dvěma srážkami se zvětšuje a na delší dráze získávají ionty větší energii. Dochází tak snadněji k nárazové ionizaci.
Příklady jsou:
- doutnavý výboj
- katodové záření
- kanálové záření
- Zářivka

## Výboje v plazmatu

### Temný výboj
Temný výboj probíhá při nízkých hustotách proudu. Nevydává viditelné záření, ale lze ho zjistit v rádiové oblasti. Při hustotách proudu poblíž horní hranice pro temný výboj prudce roste napětí. Při zápalném napětí plazma přejde do režimu doutnavého výboje a napětí prudce klesne.

### Doutnavý výboj
Doutnavý výboj slabě svítí, obvykle v červené oblasti. Spektrum závisí na složení. Při nižších hustotách proudu napětí klesá, při vyšších roste. Využití: zářivky, výbojky, doutnavky, reklamní trubice, světelné nápisy, osvětlení billboardů, světelná loga firem

### Obloukový výboj
Obloukový výboj probíhá při vysokých hustotách proudu. Svítí velmi jasně a vyzařuje i v oblasti UV. Napětí s hustotou proudu vždy klesá (obloukový výboj má tzv. záporný dynamický odpor).